# Trichiurus nanhaiensis
Trichiurus nanhaiensis és una espècie de peix marí pertanyent a la família dels triquiúrids.

## Hàbitat
És un peix marí, bentopelàgic i de clima tropical.

## Distribució geogràfica
Es troba a Hong Kong i Taiwan al Pacífic occidental.

## Observacions
És inofensiu per als humans.